# Александер, Джеймс Дю Пре, 3-й граф Каледон
Джеймс Дю Пре Александр, 3-й граф Каледон (англ. James Du Pre Alexander, 3rd Earl of Caledon; 27 июля 1812 — 30 июня 1855) — англо-ирландский политик и военный. Он носил титул учтивости — виконт Александер с 1812 по 1839 год.

## Биография
Родился 27 июля 1812 года в ольстерско-шотландской семье в Лондоне. Единственный сын Дю Пре Александера, 2-го графа Каледона (1777—1839), и леди Кэтрин Йорк (1786—1863). Он получил образование в Итонском колледже (1824—1828), а затем в колледже Крайст-Черч в Оксфорде.
Виконт Александер занимал пост главного шерифа графства Арма (с 1836 года) и заседал в Палате общин Великобритании от графства Тирон (1837—1839).
8 апреля 1839 года после смерти своего отца Джеймс Дю Пре Александер унаследовал титулы 3-го графа Каледона, 3-го виконта Каледона и 3-го барона Каледона. С 1841 по 1855 год — один из ирландских пэров-представителей в Палате лордов Великобритании.
Капитан Колдстримской гвардии и полковник Королевского ополчения графства Тирон с 1 мая 1839 года (по наследстве от своего отца) .

## Личная жизнь
4 сентября 1845 года в Сент-Майклсе, Сент-Олбанс, графство Хартфордшир, Джеймс Дю Пре Александер женился на леди Джейн Фредерике Гарриот Мэри Гримстон (17 января 1825 — 30 марта 1888), дочери Джеймса Уолтера Гримстона, 1-го графа Верулама (1775—1845), и леди Шарлотты Дженкинсон. У супругов было четверо детей:
- Джеймс Александер, 4-й граф Каледон (11 июля 1846 — 27 апреля 1898), старший сын и преемник отца.
- Подполковник Достопочтенный Уолтер Филип Александер (9 февраля 1849 — 30 октября 1934), с 1882 года был женат на Маргарет Кэтрин Гримстон (? — 1929), дочери преподобного достопочтенного Фрэнсиса Гримстона, сына Джеймса Уолтера Гримстона, 1-го графа Верулама.
- Леди Джейн Шарлотта Элизабет Александер (1 мая 1850 — 23 июня 1941), в 1887 году вышедшая замуж за капитана Эдмунда Баркера Ван Когнета (? — 1905), сына достопочтенного Филипа Майкла Мэтью Скотта ВанКогнета, королевского адвоката.
- Майор Достопочтенный Чарльз Александер (26 января 1854 — 27 октября 1909), в 1880 году он женился на Кейт Стейнер, дочери Чарльза Стейнера.

Лорд Каледон скончался в возрасте 42 лет в своем доме на Карлтон-Хаус-Террас в Лондоне 30 июня 1855 года и был похоронен в Каледоне в графстве Тирон, Ирландия.